# ديفاداسي

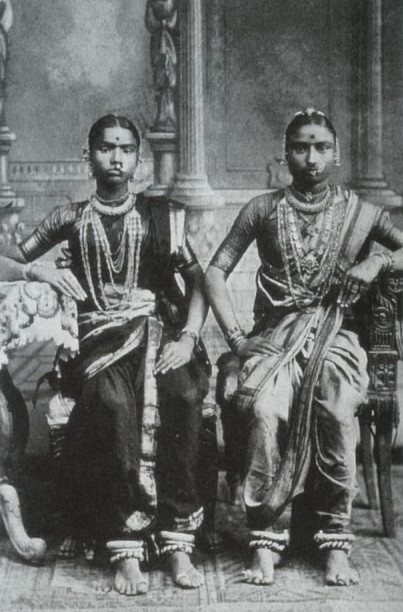

تُعرف الديفاداسي في أجزاء من جنوبي وشرقي الهند بأنها فتاة صغيرة كرست حياتها لخدمة الألهة الهندوسية أو المعبد الهندوسي، وتشرع بعض الفتيات بهذه الممارسة منذ السابعة من عمرهن. يتشابه احتفال التكريس مع مراسم الزواج الهنودسي في بعض النواحي، ويفترض بالفتاة القيام بالواجبات التقليدية التي تؤديها الزوجة الهندوسية في تلك الفترة. فعلاوة على الاهتمام بالمعبد وأداء الطقوس، على الفتيات تعلم وممارسة التقاليد الهندية الفنية والقديمة، كأداء رقصات الـ Odissi والـ Bharatanatyam. وكان لفتيات الديفاداسي، اللواتي تعلمن فن الرقص هذا، مركزٌ اجتماعي رفيع ومتميز. فالرقص والموسيقى عنصران أساسيان من عناصر العبادة.
تقضي الفتيات والنساء الصغيرات وقتهن بتعلم الطقوس الدينية والرقصات. وينجبن أولاداً من رجالٍ ذوي مراتب رفيعة (كالكهنة أو المسؤولين) تعلموا أيضاً مهارات الموسيقى والرقص.
كان الملوك هم رعاة المعابد خلال الحكم البريطاني للهند، حيث خسرت فنون العبادة زخمها في تلك الفترة. فأصبحت فتيات ونساء الديفاداسي بلا مأوى أو وسيلة دعم مادي نتيجة هذا التغير. في فترة الاستعمار أيضاً، عمل الإصلاحيون على تحريم تقليد الديفاداسي، وكانت أفكار تلك الحقبة حول الديفاداسي محط جدال واسعٍ بين الأكاديميين الغربيين ومجموعة من المنظمات الهندية. فلم يستطع البريطانيون مثلاً إيجاد فرقٍ بين نساء الديفاداسي، وبين الفتيات اللواتي يرقصن في الشوارع لأسباب مختلفة تماماً عن السمو الروحي، فأدى ذلك إلى اضمحلال الفنون الشعبية. وبدأ «فن الديفاداسي» بالزوال في الفترة الأخيرة، تحديداً عندما أصبح غير قانوني في جميع أنحاء الهند عام 1988.

## الحقبة الاستعمارية

### الإصلاحيون ومناهضو العبودية
ينظر الإصلاحيون ومناهضو العبودية إلى الديفاداسي نظرة ازدراء، ويعتبرونها شراً اجتماعياً، ويصِفن النساء اللواتي يمارسنها بالعاهرات، وانطلقت أول حركة مضادة لهذا الفن عام 1882.
كان الهدف من وصف نظام الديفاداسي بالدعارة هو إظهار ممارسيها بمظهر شنيعٍ، وذلك لتحقيق مآرب سياسية بحتة. فكانت السلطات الاستعمارية البريطانية هي من تدير معظم بيوت الدعارة في الهند، لذا كان لداعمي الإمبرالية وطبيعتها «المتحضرة» عوائد كثيرة.
ونتيجة لاعتبار الديفاداسي نوعاً من أنواع الدعارة، ألقي اللوم على الفن باعتباره مسؤولاً رئيسياً عن انتشار الأمراض الجنسية في الهند كالسفلس. حيث تعرض عدد كبير من الجنود البريطانيين للإصابة بأمراضٍ جنسية جراء زيارتهم بيوت الدعارة المختلفة في تلك الحقبة، لذا وُجهت أصابع الاتهام للديفاداسي كسببٍ أساسي في انتشار الأمراض. وفي محاولة للحكومة البريطانية للحد من انتشار الأمراض الجنسية، طالبت جميع العاهرات بتسجيل أنفسهن لدى الحكومة، فاضطرت فتيات الديفاداسي لفعل ذلك، فأصبحن بالتالي عاهرات بنظر الحكومة البريطانية.
ويبدو أن تسجيل الفتيات لم يكن الخطوة الوحيدة التي قامت بها الحكومة البريطانية، بل عملت على إنشاء مراكز ومؤسسات عُرفت بالمستشفيات المقفولة، وهي أماكن تحضر إليها النساء بالإكراه، ولا يخرجن منها على الإطلاق. كانت نساء الديفاداسي من بين النساء اللواتي أدخلن تلك المستشفيات، ولم تستطع بعض النساء رؤية عائلاتهن مجدداً.
أما اليوم، تساعد Seetavva Jodatti، من إقليم Belagavi، الضحايا على إيجاد نقطة ارتكازٍ لهم في المجتمع. وJodatti كانت واحدة من فتيات الديفاداسي عندما كانت في السابعة من عمرها، وأصبحت بعد 36 عاماً مرشحة لجائزة Padma Shri. وأنشأت عام 1997 منظمة غير حكومية تدعي MASS في Ghataprabha في الإقليم ذاته لمساعدة النساء أمثالها في الهروب من قبضة نظام الديفاداسي والعيش حياة محترمة. وباستطاعة Jodattiاليوم النظر إلى العقدين الماضيين بفخر واعتزاز، حيث ساعدت جهودها في ذلك الوقت على نشر رسالة ومعاناة 4800 امرأة من نساء الديفادادسي وإيصالها إلى المجتمع. لذا تم منحها جائزة Padmashri في عام 2018 تقديراً لجهودها.